# Japón en los Juegos Paralímpicos de Londres 2012
Japón estuvo representado en los Juegos Paralímpicos de Londres 2012 por un total de 134 deportistas, 89 hombres y 45 mujeres.

## Medallistas
El equipo paralímpico japonés obtuvo las siguientes medallas:
| Nombre                                                                            | Deporte                  | Evento                       |
| --------------------------------------------------------------------------------- | ------------------------ | ---------------------------- |
| Oro                                                                               |                          |                              |
| Akiko Adachi Eiko Kakehata Masae Komiya Akane Nakashima Rie Urata Haruka Wakasugi | Golbol                   | Torneo femenino              |
| Rina Akiyama                                                                      | Natación                 | 100 m espalda S11 femenino   |
| Yasuhiro Tanaka                                                                   | Natación                 | 100 m braza SB14 masculino   |
| Shingo Kunieda                                                                    | Tenis en silla de ruedas | Individual masculino         |
| Kento Masaki                                                                      | Yudo                     | +100 kg masculino            |
| Plata                                                                             |                          |                              |
| Tomoya Ito                                                                        | Atletismo                | 200 m T52 masculino          |
| Tomoya Ito                                                                        | Atletismo                | 400 m T52 masculino          |
| Tomoya Ito                                                                        | Atletismo                | 800 m T52 masculino          |
| Tomotaru Nakamura                                                                 | Natación                 | 100 m braza SB7 masculino    |
| Keiichi Kimura                                                                    | Natación                 | 100 m braza SB11 masculino   |
| Bronce                                                                            |                          |                              |
| Shinya Wada                                                                       | Atletismo                | 5000 m T11 masculino         |
| Masaki Fujita                                                                     | Ciclismo en ruta         | Contrarreloj C3 masculino    |
| Kyosuke Oyama                                                                     | Natación                 | 50 m mariposa S6 masculino   |
| Keiichi Kimura                                                                    | Natación                 | 100 m mariposa S11 masculino |
| Takayuki Suzuki                                                                   | Natación                 | 50 m braza SB3 masculino     |
| Takayuki Suzuki                                                                   | Natación                 | 150 m estilos SM4 masculino  |